# Jalesar
Jalesar ist eine Stadt im indischen Bundesstaat Uttar Pradesh.
Die Stadt ist Teil des Distrikts Etah. Jalesar liegt ca. 338 km westlich von Lucknow. Jalesar hat den Status eines Nagar Palika Parishad. Die Stadt ist in 25 Wards gegliedert. Jalesar hatte am Stichtag der Volkszählung 2011 38.130 Einwohner, von denen 20.173 Männer und 17.957 Frauen waren.